# Sandis Valters
Sandis Valters (ur. 31 sierpnia 1978 w Rydze) – łotewski koszykarz grający na pozycji rzucającego obrońcy, reprezentant kraju.
Jest członkiem narodowej drużyny Łotwy.
Pochodzi z koszykarskiej rodziny, jego ojciec, Valdis Valters jest byłym koszykarzem w drużynie ZSRR, a młodszy brat, Kristaps Valters również jest profesjonalnym koszykarzem.

## Osiągnięcia
Na podstawie, o ile nie zaznaczono inaczej.
Drużynowe
- Mistrz:
  - Ligi Bałtyckiej (2013)
  - Łotwy (1995–1999, 2007, 2011, 2012, 2014)
- Uczestnik rozgrywek:
  - Eurocup (2006/2007)
  - EuroChallenge (2008/2009, 2012–2014)

Indywidualne
- MVP play-off ligi łotewskiej (2007, 2011)
- Uczestnik meczu gwiazd:
  - Eurochallenge (2007)
  - ligi:
    - bałtyckiej (2007, 2008)

  - łotewskiej (1998, 2000, 2006–2008, 2010, 2011)

Reprezentacja
- Uczestnik:
  - mistrzostw Europy:
    - 2005 – 13. miejsce, 2007 – 13. miejsce
    - U–22 (1998 – 12. miejsce)

  - kwalifikacji do Eurobasketu:
    - 1999, 2001, 2005
    - U–18 (1996)